# Disposition transitoire I de la Constitution belge
 (janvier 2024).
La Disposition transitoire I de la Constitution belge fait partie du titre IX Entrée en vigueur et dispositions transitoires. Elle fixe l'abrogation de la loi salique pour les descendants du roi Albert II, tout en la maintenant pour les descendants de Léopold Ier.

## Le texte
« Les dispositions de l'article 85 seront pour la première fois d'application à la descendance de S. A. R. le Prince Albert, Félix, Humbert, Théodore, Christian, Eugène, Marie, Prince de Liège, Prince de Belgique, étant entendu que le mariage de S. A. R. la Princesse Astrid, Joséphine, Charlotte, Fabrizia, Elisabeth, Paola, Marie, Princesse de Belgique, avec Lorenz, Archiduc d'Autriche-Este, est censé avoir obtenu le consentement visé à l'article 85, alinéa 2. »
« Jusqu'à ce moment, les dispositions suivantes restent d'application. »
« Les pouvoirs constitutionnels du Roi sont héréditaires dans la descendance directe, naturelle et légitime de S. M. Léopold, Georges, Chrétien, Frédéric de Saxe-Cobourg, de mâle en mâle, par ordre de primogéniture et à l'exclusion perpétuelle des femmes et de leur descendance. »
« Sera déchu de ses droits à la couronne, le prince qui se serait marié sans le consentement du Roi ou de ceux qui, à son défaut, exercent ses pouvoirs dans les cas prévus par la Constitution. »
« Toutefois, il pourra être relevé de cette déchéance par le Roi ou par ceux qui, à son défaut, exercent ses pouvoirs dans les cas prévus par la Constitution, et ce moyennant l'assentiment des deux Chambres. »